# Jean-Claude Blanc

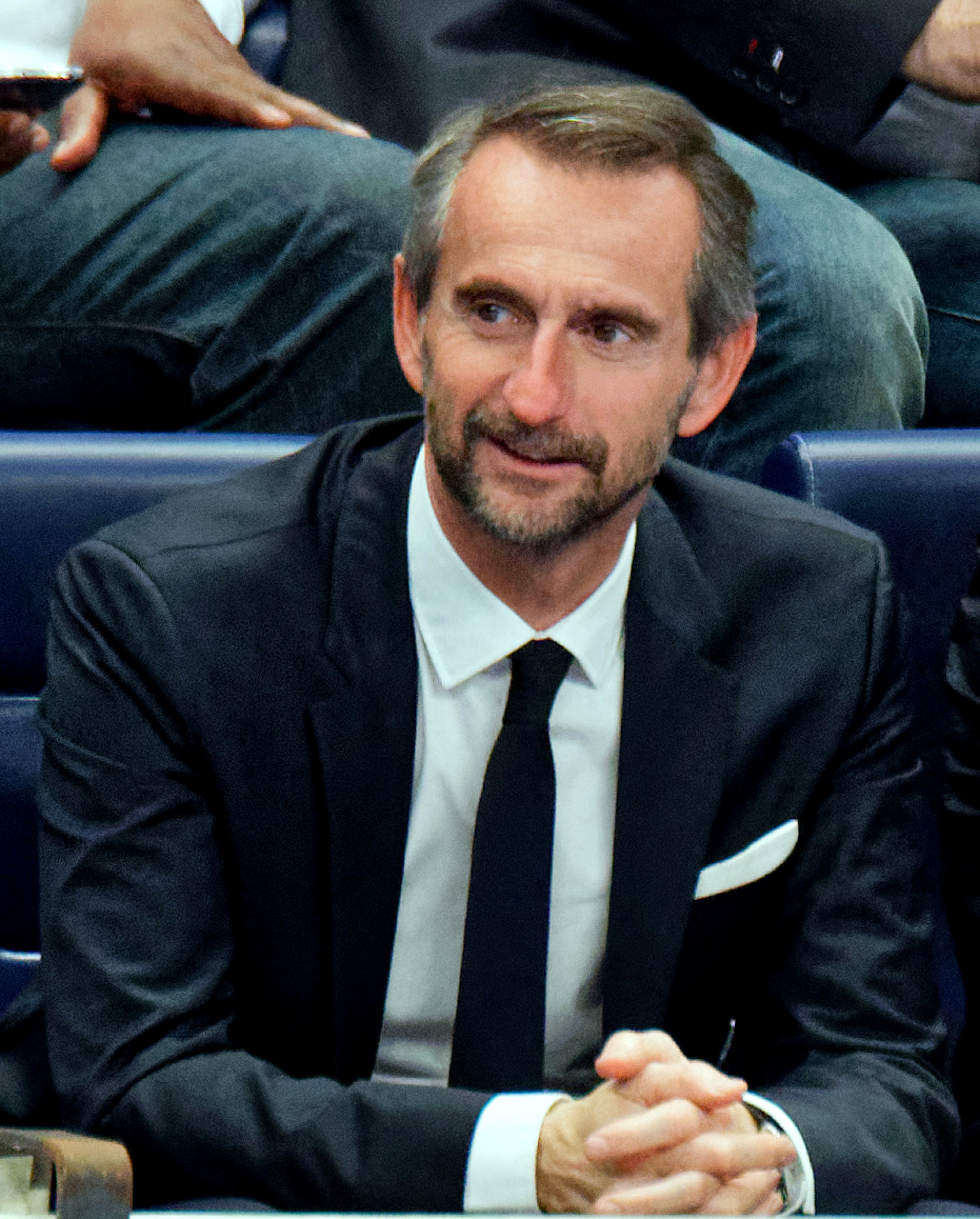
Jean Claude Blanc

Jean Claude Blanc (9 kwietnia 1963 w Chambéry) – francuski działacz sportowy. Ukończył międzynarodowy biznes i marketing na Uniwersytecie SKEMA Business School w Nicei.

## Życiorys
Od 1987 do 1992 był dyrektorem sprzedaży i marketingu oraz dyrektorem ceremonii otwarcia i zamknięcia Zimowych Igrzysk Olimpijskich w Albertville (Francja). W latach 1994–2000 pełnił funkcję dyrektora generalnego organizacji sportowej Amaury, zajmującej się organizowaniem francuskich imprez sportowych (Tour de France, Rajd Paryż-Dakar). Natomiast w latach 2001–2006 był dyrektorem generalnym Francuskiej Federacji Tenisowej, która zajmuje się organizacją French Open, Paris Master Series i Pucharu Davisa.
Od 29 czerwca 2006 roku był dyrektorem Juventusu. Jego zadaniem było poprawienie kondycji finansowej klubu, a także czuwanie nad rozwojem nowo budowanego stadionu Juventusu, który miał stać się pierwszym we Włoszech stadionem zarządzanym w pełni przez klub. 7 października 2009 został prezydentem Juventusu, a 19 maja 2010 roku został zastąpiony na tym stanowisku przez Andrea Agnelli. Po zmianie na stanowisku prezydenta klubu Jean-Claude Blanc powrócił na stanowisko dyrektora generalnego.